# Вишово-Вижнє
Вишово-Вижнє (Вішеу-де-Сус; рум. Vişeu de Sus, нім. Oberwischau, угор. Felsővisó) — місто в Румунії, у повіті Марамуреш. Розташоване в Трансильванії, при впадінні річки Васер у Вішеу, за 120 км схід від Бая-Маре. Населення 16 930 мешканців (2004).
| Румунія | Це незавершена стаття з географії Румунії. Ви можете допомогти проєкту, виправивши або дописавши її. |